# Coprosma pseudociliata
Coprosma pseudociliata är en måreväxtart som beskrevs av G.T.Jane. Coprosma pseudociliata ingår i släktet Coprosma och familjen måreväxter. Inga underarter finns listade i Catalogue of Life.